# 50 State Quarters

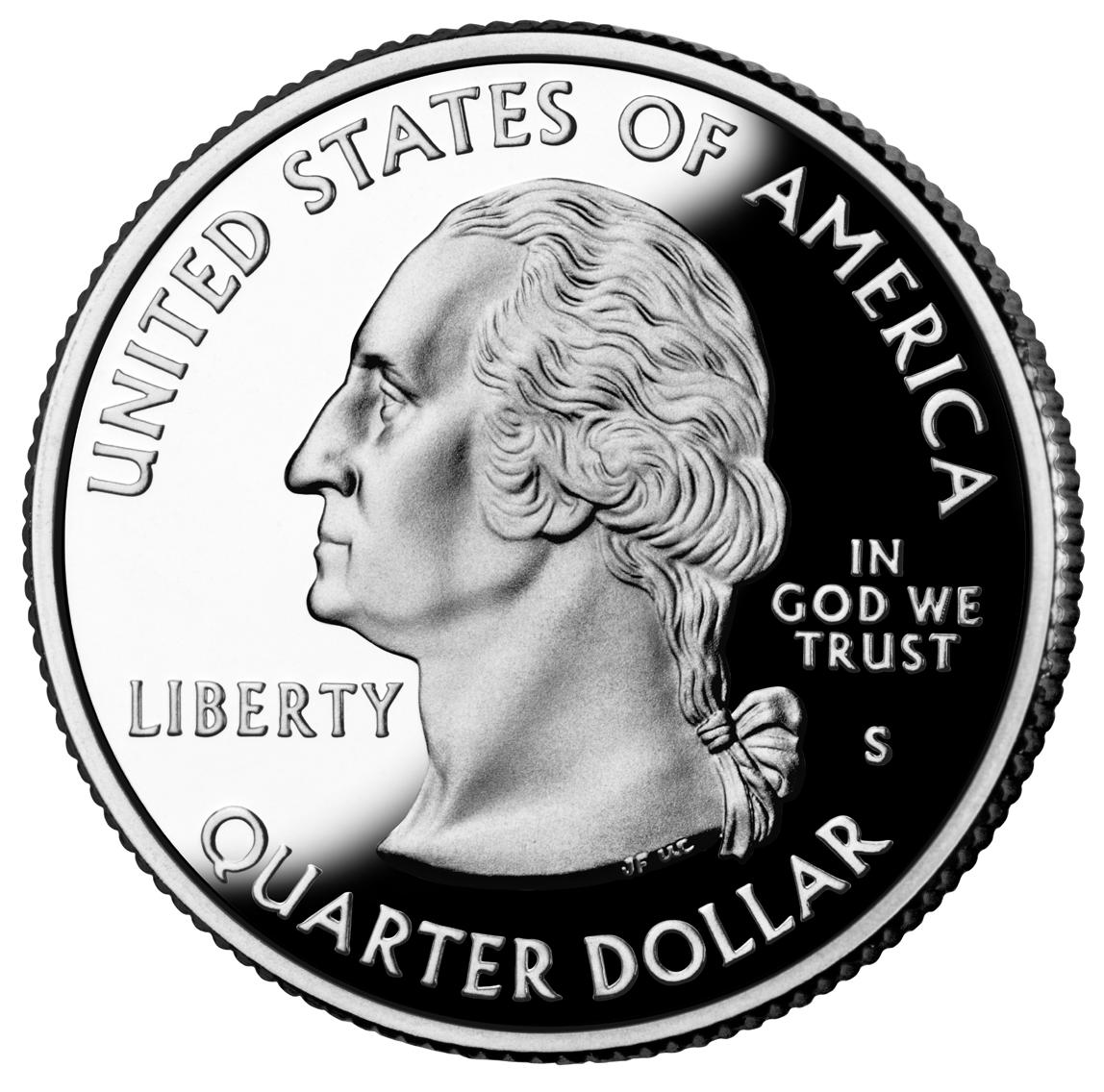
Kopzijde van alle quarters/kwartjes

Het 50 State Quarters-programma is een uitgave van een serie munten door de United States Mint. Tussen 1999 en 2008 werden quarters (in het Nederlands kwartjes) uitgegeven met aan één zijde een beeltenis gewijd aan een van de 50 staten van de Verenigde Staten. De andere zijde van de kwartjes draagt de "standaard" afbeelding van George Washington die ook op de "gewone" Amerikaanse kwartjes te vinden is. De kwartjes werden met een frequentie van 5 per jaar uitgegeven in de volgorde waarin de staten lid van de VS geworden zijn.
In 2009 zijn er 6 extra kwartjes uitgegeven in het teken van het District of Columbia en de vijf United States Territories: Puerto Rico, Guam, Amerikaans-Samoa, de Amerikaanse Maagdeneilanden en de Noordelijke Marianen.

## Gedetailleerde informatie
Op de muntzijde van alle State Quarters staat bovenaan de naam van de betreffende staat en het jaar van toetreden tot de Verenigde Staten.
Onderaan staan het jaar van uitgifte alsmede het motto E Pluribus Unum (uit velen één).

### 50 Staten
| Uitgifte | Staat          | Staat sinds      | Uitgiftedatum    | Afbeelding             | Beschrijving | Oplage        |
| -------- | -------------- | ---------------- | ---------------- | ---------------------- | --- | ------------- |
| 1        | Delaware       | 7 december 1787  | 1 januari 1999   | Delaware kwartje       | Caesar Rodney te paard Bijschriften: "The First State", "Caesar Rodney"                                                                                                 | 774.824.000   |
| 2        | Pennsylvania   | 12 december 1787 | 8 maart 1999     | Pennsylvania kwartje   | Standbeeld van de Commonwealth, omtrek van de staat, sluitsteen Bijschrift: "Virtue, Liberty, Independence"                                                             | 707.332.000   |
| 3        | New Jersey     | 18 december 1787 | 17 mei 1999      | New Jersey kwartje     | George Washington die de rivier de Delaware oversteekt Bijschrift: "Crossroads of the Revolution"                                                                       | 662.228.000   |
| 4        | Georgia        | 2 januari 1788   | 19 juli 1999     | Georgia kwartje        | Perzik, Eikenloof, omtrek van de staat Bijschrift: "Wisdom, Justice, Moderation"                                                                                        | 939.932.000   |
| 5        | Connecticut    | 9 januari 1788   | 12 oktober 1999  | Connecticut kwartje    | De zgn. Charter Oak Bijschrift: "The Charter Oak" | 1.346.624.000 |
| 6        | Massachusetts  | 6 februari 1788  | 3 januari 2000   | Massachusetts kwartje  | Standbeeld van de "Minuteman", plattegrond van de staat Bijschrift: "The Bay State"                                                                                     | 1.163.784.000 |
| 7        | Maryland       | 28 april 1788    | 13 maart 2000    | Maryland kwartje       | Koepel van het Maryland State House, Eikenloof Bijschrift: "The Old Line State"                                                                                         | 1.234.732.000 |
| 8        | South Carolina | 23 mei 1788      | 22 mei 2000      | South Carolina kwartje | Sabal palmetto, Carolinawinterkoning, gele jasmijn, omtrek van de staat Bijschrift: "The Palmetto State"                                                                | 1.308.784.000 |
| 9        | New Hampshire  | 21 juni 1788     | 7 augustus 2000  | New Hampshire kwartje  | De Old Man of the Mountain, 9 sterren Bijschriften: "Old Man of the Mountain", "Live Free or Die"                                                                       | 1.169.016.000 |
| 10       | Virginia       | 25 juni 1788     | 16 oktober 2000  | Virginia kwartje       | De schepen Susan Constant, Godspeed en Discovery Bijschriften: "Jamestown, 1607-2007", "Quadricentennial"                                                               | 1.594.616.000 |
| 11       | New York       | 26 juli 1788     | 2 januari 2001   | New York kwartje       | Het Vrijheidsbeeld, 11 sterren, plattegrond van de staat met de Hudsonrivier en het Eriekanaal Bijschrift: "Gateway to Freedom"                                         | 1.275.040.000 |
| 12       | North Carolina | 21 november 1789 | 12 maart 2001    | North Carolina kwartje | De Wright Flyer en de gebroeders Wright Bijschrift: "First Flight" | 1.055.476.000 |
| 13       | Rhode Island   | 29 mei 1790      | 21 mei 2001      | Rhode Island kwartje   | Antieke zeilboot in de Baai van Narragansett Bay, de Pellbrug Bijschrift: "The Ocean State"                                                                             | 870.100.000   |
| 14       | Vermont        | 4 maart 1791     | 6 augustus 2001  | Vermont kwartje        | Esdoorns met sapemmers, de berg Camel's Hump Bijschrift: "Freedom and Unity"                                                                                            | 882.804.000   |
| 15       | Kentucky       | 1 juni 1792      | 15 oktober 2001  | Kentucky kwartje       | Volbloed renpaard achter omheining, het herenhuis Bardstown mansion (Federal Hill) Bijschrift: "My Old Kentucky Home"                                                   | 723.564.000   |
| 16       | Tennessee      | 1 juni 1796      | 2 januari 2002   | Tennessee kwartje      | Viool, trompet, gitaar, partituur, 3 sterren Bijschrift: "Musical Heritage"                                                                                             | 648.068.000   |
| 17       | Ohio           | 1 maart 1803     | 18 maart 2002    | Ohio kwartje           | De Wright Flyer, ruimtepak, omtrek van de staat Bijschrift: "Birthplace of Aviation Pioneers"                                                                           | 632.032.000   |
| 18       | Louisiana      | 30 april 1812    | 30 mei 2002      | Louisiana kwartje      | Pelikaan; trompet met muzieknoten, plattegrond van de Louisiana Purchase in de omtrek van de Verenigde Staten Bijschrift: "Louisiana Purchase"                          | 764.204.000   |
| 19       | Indiana        | 11 december 1816 | 2 augustus 2002  | Indiana kwartje        | Raceauto, plattegrond van de staat, 19 sterren Bijschrift: "Crossroads of America"                                                                                      | 689.800.000   |
| 20       | Mississippi    | 10 december 1817 | 15 oktober 2002  | Mississippi kwartje    | Twee magnoliabloesems Bijschrift: "The Magnolia State" | 579.600.000   |
| 21       | Illinois       | 3 december 1818  | 2 januari 2003   | Illinois kwartje       | Jonge Abraham Lincoln, boerderijscène, skyline van Chicago, omtrek van de staat, 21 sterren (11 links, 10 rechts) Bijschriften: "Land of Lincoln", "21st state/century" | 463.200.000   |
| 22       | Alabama        | 4 december 1819  | 17 maart 2003    | Alabama kwartje        | Zittende Helen Keller, tak van een moerasden, magnoliabloesems Bijschriften: "Spirit of Courage", "Helen Keller". "Helen Keller" is ook in braille weergegeven.         | 457.400.000   |
| 23       | Maine          | 15 maart 1820    | 2 juni 2003      | Maine kwartje          | De vuurtoren op Pemaquid Point, de schoener Victory Chimes op zee. | 448.800.000   |
| 24       | Missouri       | 10 augustus 1821 | 4 augustus 2003  | Missouri kwartje       | Het Jefferson National Expansion Memorial, Lewis en Clark terugkerend via de Missouri Bijschrift: "Corps of Discovery 1804-2004"                                        | 453.200.000   |
| 25       | Arkansas       | 15 juni 1836     | 20 oktober 2003  | Arkansas kwartje       | Diamant, rijsthalmen, wilde eend vliegend boven een meer | 457.800.000   |
| 26       | Michigan       | 26 januari 1837  | 26 januari 2004  | Michigan kwartje       | Plattegrond van de staat, omtrek van de Grote Meren Bijschrift: "Great Lakes State"                                                                                     | 459.600.000   |
| 27       | Florida        | 3 maart 1845     | 29 maart 2004    | Florida kwartje        | Spaans galjoen, Sabalpalmbomen, Spaceshuttle Bijschrift: "Gateway to Discovery"                                                                                         | 481.800.000   |
| 28       | Texas          | 29 december 1845 | 1 juni 2004      | Texas kwartje          | Plattegrond van de staat, vijfpuntige ster Bijschrift: "The Lone Star State"                                                                                            | 541.800.000   |
| 29       | Iowa           | 28 december 1846 | 30 augustus 2004 | Iowa kwartje           | Schoolgebouw, onderwijzer en studenten die een boom planten Bijschriften: "Foundation in Education", "Grant Wood"                                                       | 465.200.000   |
| 30       | Wisconsin      | 29 mei 1848      | 25 oktober 2004  | Wisconsin kwartje      | Kop van een koe, ronde kaas en maiskolf Bijschrift: "Forward" | 453.200.000   |
| 31       | Californië     | 9 september 1850 | 31 januari 2005  | California kwartje     | John Muir, de Californische condor, de Half Dome rots in Yosemite National Park en een mammoetboom Bijschrift: "Yosemite Valley"                                        | 520.400.000   |
| 32       | Minnesota      | 11 mei 1858      | 4 april 2005     | Minnesota kwartje      | IJsduiker, vissen, plattegrond van de staat Bijschrift: "Land of 10,000 Lakes"                                                                                          | 488.000.000   |
| 33       | Oregon         | 14 februari 1859 | 6 juni 2005      | Oregon kwartje         | Het Crater Lake National Park Bijschrift: "Crater Lake" | 720.200.000   |
| 34       | Kansas         | 29 januari 1861  | 29 augustus 2005 | Kansas kwartje         | Amerikaanse bizon, zonnebloemen | 563.400.000   |
| 35       | West Virginia  | 20 juni 1863     | 14 oktober 2005  | West Virginia kwartje  | De New River Gorge Bridge Bijschrift: "New River Gorge" | 721.600.000   |
| 36       | Nevada         | 31 oktober 1864  | 31 januari 2006  | Nevada kwartje         | Mustangs, bergen, zonsopgang, takken van een artemisia tridentata Bijschrift: "The Silver State"                                                                        | 589.800.000   |
| 37       | Nebraska       | 1 maart 1867     | 3 april 2006     |                        | De Chimney Rock, een huifkar Bijschrift: "Chimney Rock" | 591.000.000   |
| 38       | Colorado       | 1 augustus 1876  | 14 juni 2006     |                        | De Rocky Mountains Bijschrift: "Colorful Colorado" | 569.000.000   |
| 39       | North Dakota   | 2 november 1889  | 28 augustus 2006 | North Dakota kwartje   | Grazende bizons, geërodeerd landschap | 664.800.000   |
| 40       | South Dakota   | 2 november 1889  | 6 november 2006  | South Dakota kwartje   | Mount Rushmore, vliegende fazant, korenaren | 510.800.000   |
| 41       | Montana        | 8 november 1889  | 29 januari 2007  | Montana kwartje        | Bisonschedel met bergen en de rivier Missouri op de achtergrond Bijschrift: "Big Sky Country"                                                                           | 513.240.000   |
| 42       | Washington     | 11 november 1889 | 11 april 2007    | Washington kwartje     | Springende zalm met Mount Rainier op de achtergrond Bijschrift: "The Evergreen State"                                                                                   | 545.200.000   |
| 43       | Idaho          | 3 juli 1890      | 5 juni 2007      |                        | Slechtvalk, plattegrond van de staat Bijschrift: "Esto Perpetua" | 581.400.000   |
| 44       | Wyoming        | 10 juli 1890     | 4 september 2007 | Wyoming kwartje        | Het staatssymbool van Wyoming: een bokkend wild paard dat zijn berijder probeert af te werpen Bijschrift: "The Equality State"                                          | 564.400.000   |
| 45       | Utah           | 4 januari 1896   | 5 november 2007  | Utah kwartje           | Twee neus-aan-neus staande stoomlocomotieven en de gouden nagel waarmee de Transcontinental Railroad voltooid werd Bijschrift: "Crossroads of the West"                 | 508.200.000   |
| 46       | Oklahoma       | 16 november 1907 | 17 januari 2008  | Oklahoma kwartje       | Zwaluwstaartkoningstiran met een gaillardia pulchella (de staatsbloem) op de achtergrond                                                                                | 416.600.000   |
| 47       | New Mexico     | 6 januari 1912   | 30 maart 2008    | New Mexico kwartje     | Plattegrond van de staat en het Zia-zonnesymbool dat ook op de vlag van de staat staat Bijschrift: "Land of Enchantment"                                                | 488.600.000   |
| 48       | Arizona        | 14 februari 1912 | 11 juni 2008     | Arizona kwartje        | De Grand Canyon en een close-up van een saguaro Bijschrift: "Grand Canyon State"                                                                                        | 509.600.000   |
| 49       | Alaska         | 3 januari 1959   | 23 augustus 2008 | Alaska kwartje         | Een grizzlybeer met een zalm Bijschrift: "The Great Land" | 505.800.000   |
| 50       | Hawaï          | 21 augustus 1959 | 4 november 2008  | Hawaï kwartje          | Standbeeld van Kamehameha I met de plattegrond en het motto van de staat Bijschrift: Ua Mau ke Ea o ka Aina i ka Pono                                                   | 517.600.000   |

### District of Columbia en United States Territories
| Uitgifte | Territorium                 | Uitgiftedatum     | Afbeelding                      | Beschrijving | Oplage      |
| -------- | --------------------------- | ----------------- | ------------------------------- | --- | ----------- |
| 1        | District of Columbia        | 26 januari 2009   | District of Columbia kwartje    | Duke Ellington, een piano Bijschriften: "Duke Ellington", "Justice for All"                                     | 172.400.000 |
| 2        | Puerto Rico                 | 30 maart 2009     | Puerto Rico kwartje             | Blik op de zee vanaf een erkertoren in San Juan, hibiscusbloemen Bijschrift: "Isla del Encanto"                 | 139.000.000 |
| 3        | Guam                        | 26 mei 2009       | Guam kwartje                    | Kaart van het gebied, een prauw, een latte Bijschrift: "Guahan Tanó I Man Chamorro"                             | 87.600.000  |
| 4        | Amerikaans-Samoa            | 27 juli 2009      | American Samoa kwartje          | Bijschrift: "Samoa Muamua Le Atua"                                                                              | 82.200.000  |
| 5        | Amerikaanse Maagdeneilanden | 28 september 2009 | US Virgin Islands kwartje       | Kaart van het gebied, strand met tecoma stans, suikerdiefje en palmbomen Bijschrift: "United in Pride and Hope" | 82.000.000  |
| 6        | Noordelijke Marianen        | 30 november 2009  | Nothern Mariana Islands kwartje | Strand met palmbomen, een prauw en een latte, daaronder een bloemenkrans.                                       | 72.800.000  |

## Jaaroverzicht
De volgende kaart toont in welke jaren de munten zijn uitgegeven:
De tabel bevat de uitgaven, per jaar gesorteerd:
| Kleur | Jaar | 1e uitgave           | 2e uitgave     | 3e uitgave     | 4e uitgave       | 5e uitgave                  | 6e uitgave           |
| ----- | ---- | -------------------- | -------------- | -------------- | ---------------- | --------------------------- | -------------------- |
|       | 1999 | Delaware             | Pennsylvania   | New Jersey     | Georgia          | Connecticut                 |                      |
|       | 2000 | Massachusetts        | Maryland       | South Carolina | New Hampshire    | Virginia                    |                      |
|       | 2001 | New York             | North Carolina | Rhode Island   | Vermont          | Kentucky                    |                      |
|       | 2002 | Tennessee            | Ohio           | Louisiana      | Indiana          | Mississippi                 |                      |
|       | 2003 | Illinois             | Alabama        | Maine          | Missouri         | Arkansas                    |                      |
|       | 2004 | Michigan             | Florida        | Texas          | Iowa             | Wisconsin                   |                      |
|       | 2005 | Californië           | Minnesota      | Oregon         | Kansas           | West Virginia               |                      |
|       | 2006 | Nevada               | Nebraska       | Colorado       | North Dakota     | South Dakota                |                      |
|       | 2007 | Montana              | Washington     | Idaho          | Wyoming          | Utah                        |                      |
|       | 2008 | Oklahoma             | New Mexico     | Arizona        | Alaska           | Hawaï                       |                      |
|       | 2009 | District of Columbia | Puerto Rico    | Guam           | Amerikaans-Samoa | Amerikaanse Maagdeneilanden | Noordelijke Marianen |

## Na 2009
In 2010 werd gestart met de serie America the Beautiful Quarters. Hiervoor wordt uit elke staat en elk territorium één nationaal park op de quarter afgebeeld, waarbij er wederom vijf verschillende quarters per jaar verschijnen.